# Indofenol
O indofenol é um composto orgânico com a fórmula O=C6H4=N–C6H4–OH. É um corante azul profundo, produto da reação de Berthelot, um teste comum para amônia.  O grupo indofenol, com vários substituintes no lugar de –OH e várias substituições no anel, é encontrado em muitos corantes usados em tinturas de cabelo e têxteis.  A molécula é solúvel em etanol e NaOH 1M [2], embora seja ligeiramente solúvel em água.
O indofenol é utilizado em tinturas capilares, lubrificantes, materiais redox, displays de cristal líquido, células de combustível e polimento químico-mecânico . É um poluente ambiental e é tóxico para os peixes. 

## Síntese
O indofenol pode ser produzido a partir da reação entre a amônia e o fenol em meio básico na presença de hipoclorito de sódio como agente oxidante. A partir da mistura de compostos incolores, uma cor azul rapidamente se desenvolve e se torna cada vez mais intensa, denunciando a formação do produto. Nitroprussiato de sódio costuma ser usado como catalisador para essa reação. 
O mecanismo da reação envolve a formação de cloramina a partir da reação química entre a amônia e o hipoclorito de sódio, a qual é um composto altamente eletrofílico e ataca o anel benzênico do fenol, em especial em posições mais ricas em densidade eletrônica, como a posição 4 (para), formando o composto para-aminofenol com liberação de HCl que é rapidamente neutralizado pelo meio básico.  O para-aminofenol também é atacado pelo hipoclorito formando o intermediário para-cloraminofenol, que irá reagir com outra molécula de fenol (semelhante à cloramina na primeira etapa) resultando no composto bis(4-hidroxifenil)amina, que finalmente é oxidado por um terceiro íon hipoclorito para formar o indofenol.

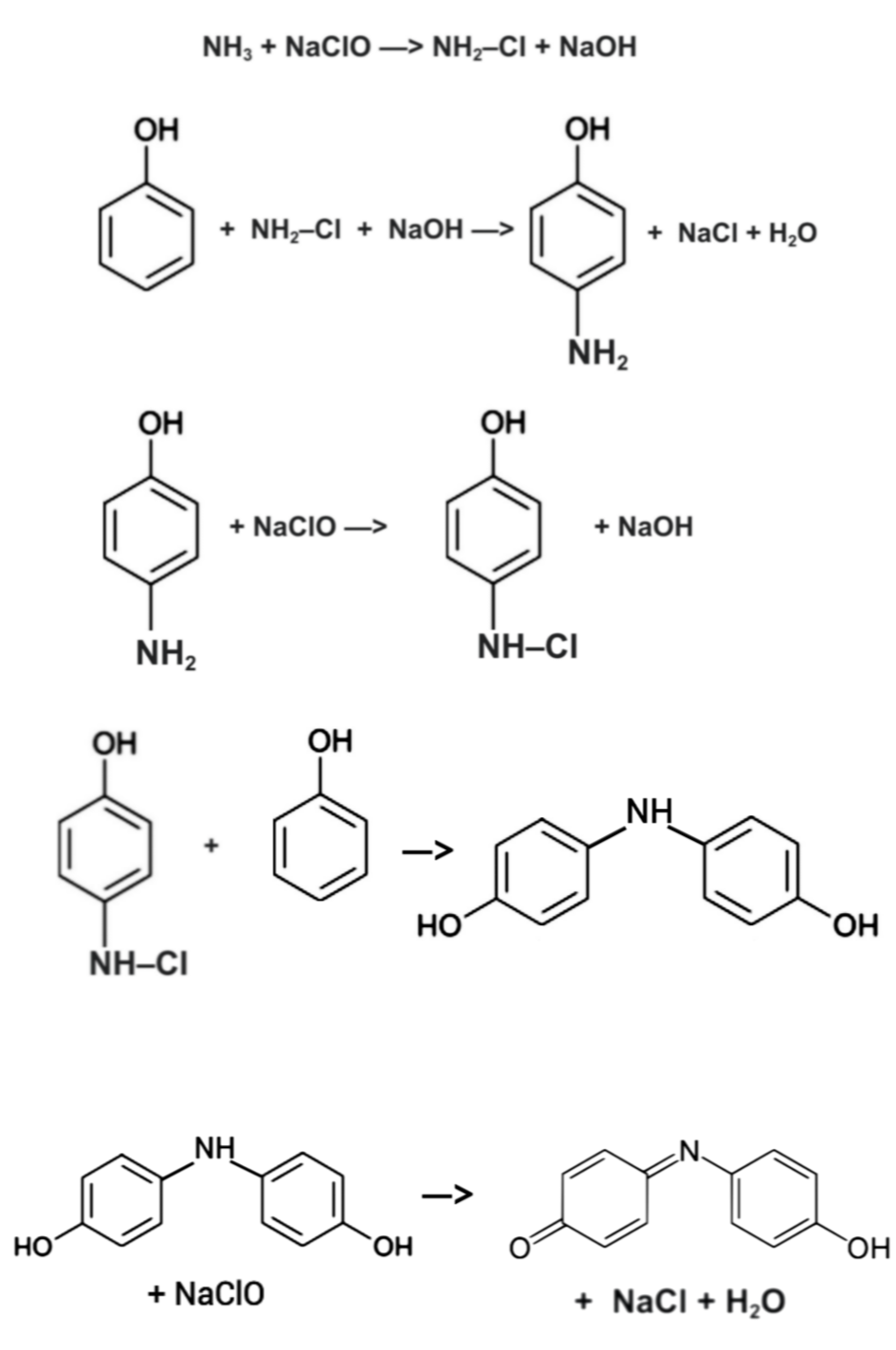
Reação de Berthelot com a formação do corante azul indofenol.

Alternativamente, esse composto pode ser formado na reação do fenol com paracetamol e hipoclorito em meio básico. A base hidrolisa o paracetamol (4-acetamidofenol) produzindo acetato e o para-aminofenol, que é convertido no composto cloraminado pelo hipoclorito, reage com o fenol e é em seguida oxidado por mais hipoclorito dando o indofenol.
Outra reação semelhante pode ocorrer entre o paracetamol e um salicilato ou derivado (como a aspirina) em meio fortemente básico, na presença de hipoclorito ou outro oxidante, inclusive o oxigênio do ar. O resultado dessa reação é um corante azul relacionado, o 2-carboxi-indofenol, que se diferencia do indofenol original por possuir um grupo carboxila (–COOH) ligado a um dos anéis, ao lado do grupo –OH. 

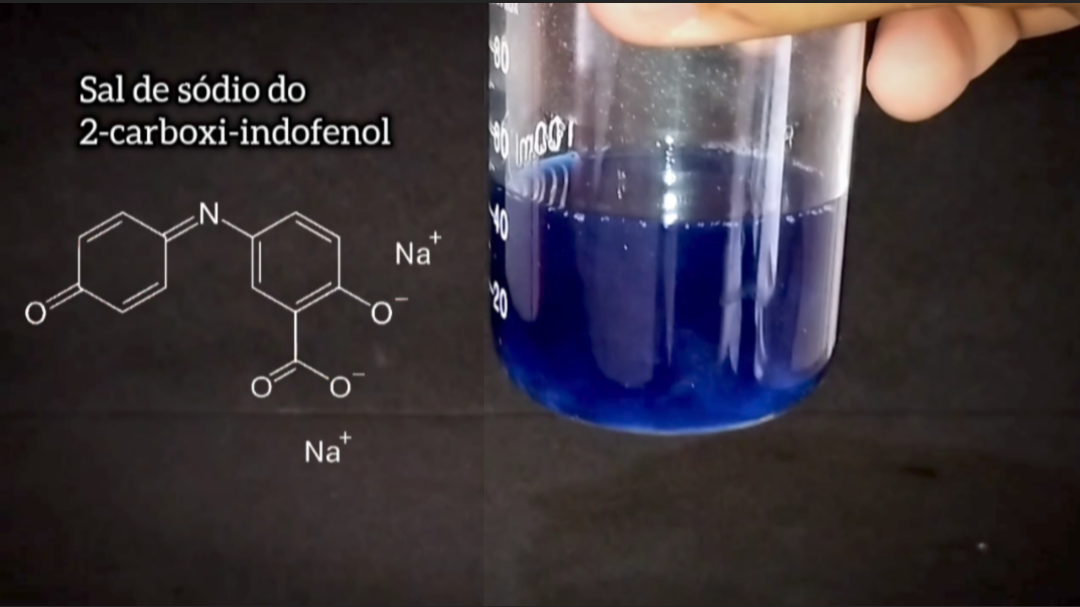
Um corante azul relacionado ao indofenol (2-carboxi-indofenol) pode ser produzido a partir da reação química entre o paracetamol e a aspirina (ácido acetilsalicílico) em meio fortemente básico e na presença de oxigênio.

## Teste de Berthelot
No teste de Berthelot (1859), uma amostra suspeita de conter amônia é tratada com hipoclorito de sódio e fenol. A formação do indofenol é usada para determinar amônia e paracetamol por espectrofotometria.  Outros fenóis podem ser usados. O diclorofenol-indofenol (DCPIP), um derivado clorado de indofenol, é frequentemente usado para determinar a presença de vitamina C (ácido ascórbico). 

## Reações
O indofenol existe em solução em duas formas tautoméricas, embora idênticas entre si, que caracterizam a reatividade da molécula. O indofenol é um composto que funciona como um indicador ácido-base: ele apresenta sua cor azul-índigo característica em pH básico (na forma de seu sal indofenato), mas altera sua cor para alaranjado em meio ácido (devido à protonação de seu grupo amina).

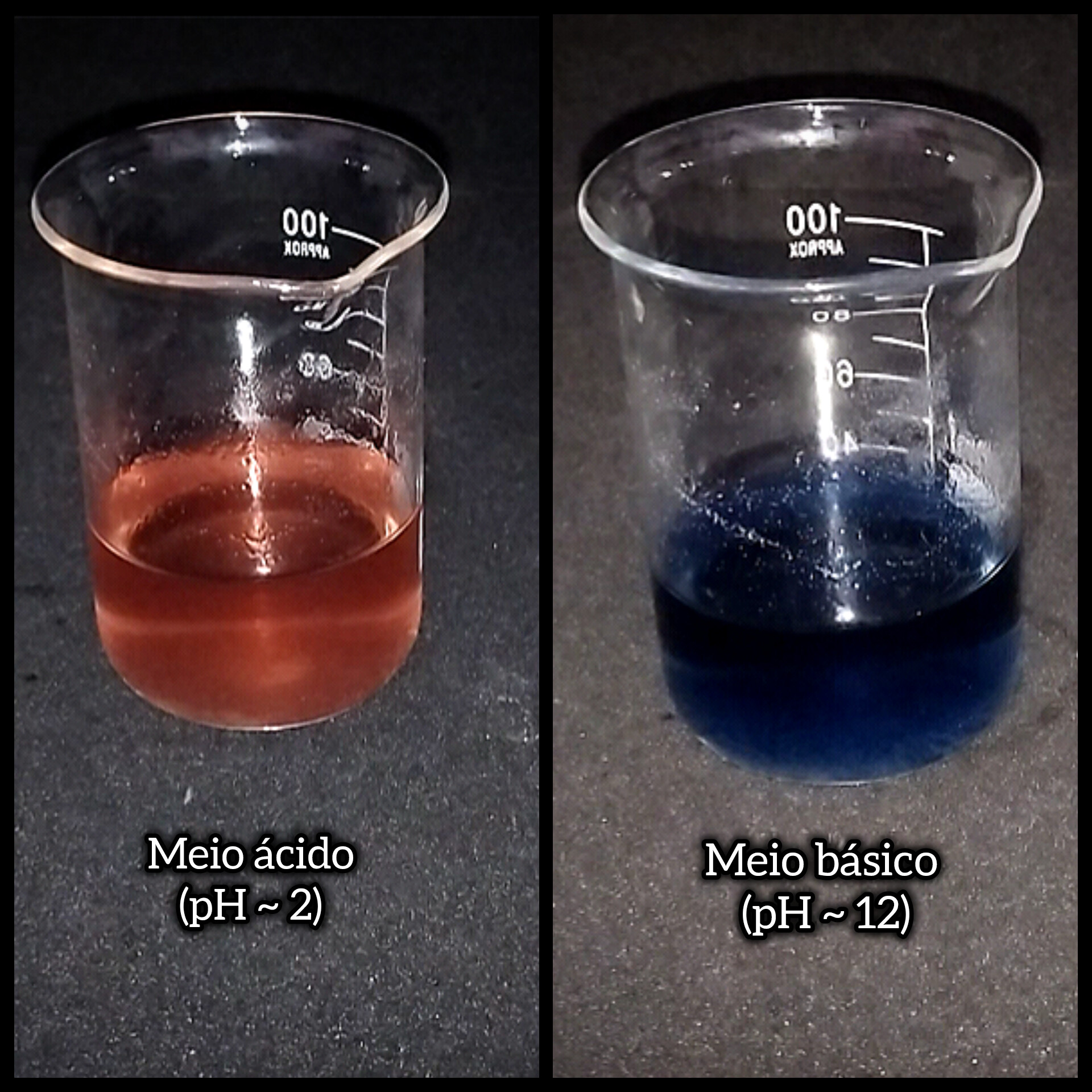
Soluções de indofenol em meio ácido e básico, mostrando cores distintas que demonstram sua propriedade de indicador ácido-base.

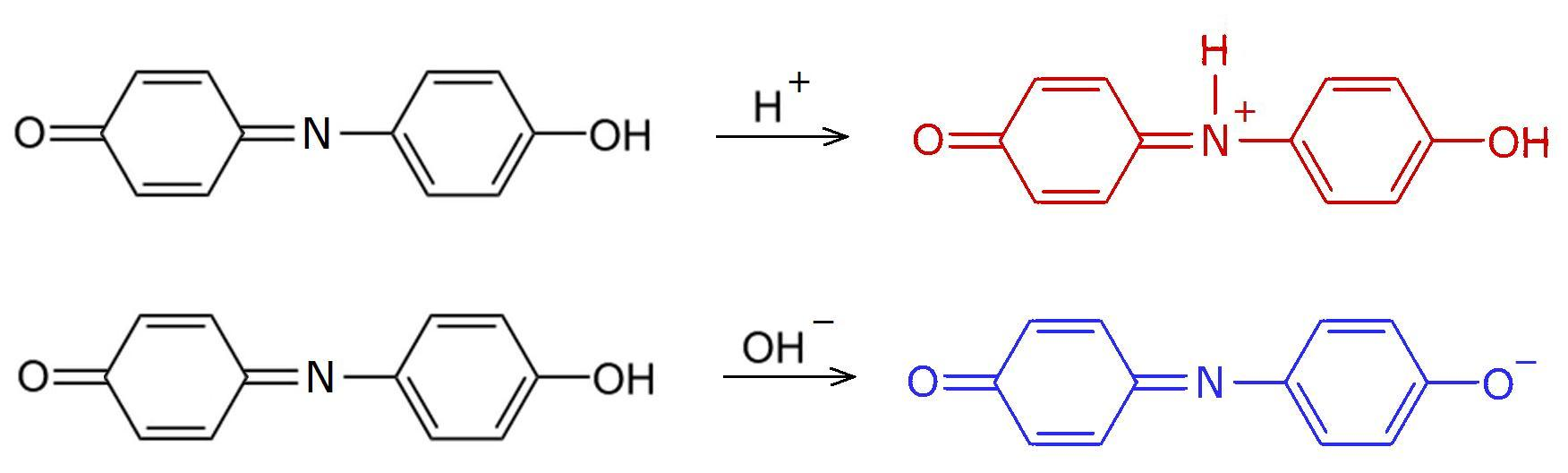
Mudanças de cor do indofenol de acordo com o pH.

O indofenol também é um agente oxidante suave: na presença de alguns agentes redutores, como glicose em meio fortemente básico ou vitamina C (ácido ascórbico), entre outros, ele pode ser reduzido recebendo dois hidrogênios para formar o composto bis(4-hidroxifenil)amina, também chamado leuco-indofenol, um composto de cor rosa-pêssego muito pálida. A adição de um oxidante (inclusive o gás oxigênio) reoxida esse composto de volta ao indofenol, restaurando a cor original do composto (azul em meio básico e alaranjado em meio ácido). Devido à mudança de cor de acordo com seu estado de oxidação, o indofenol e seus derivados são úteis como indicadores redox.

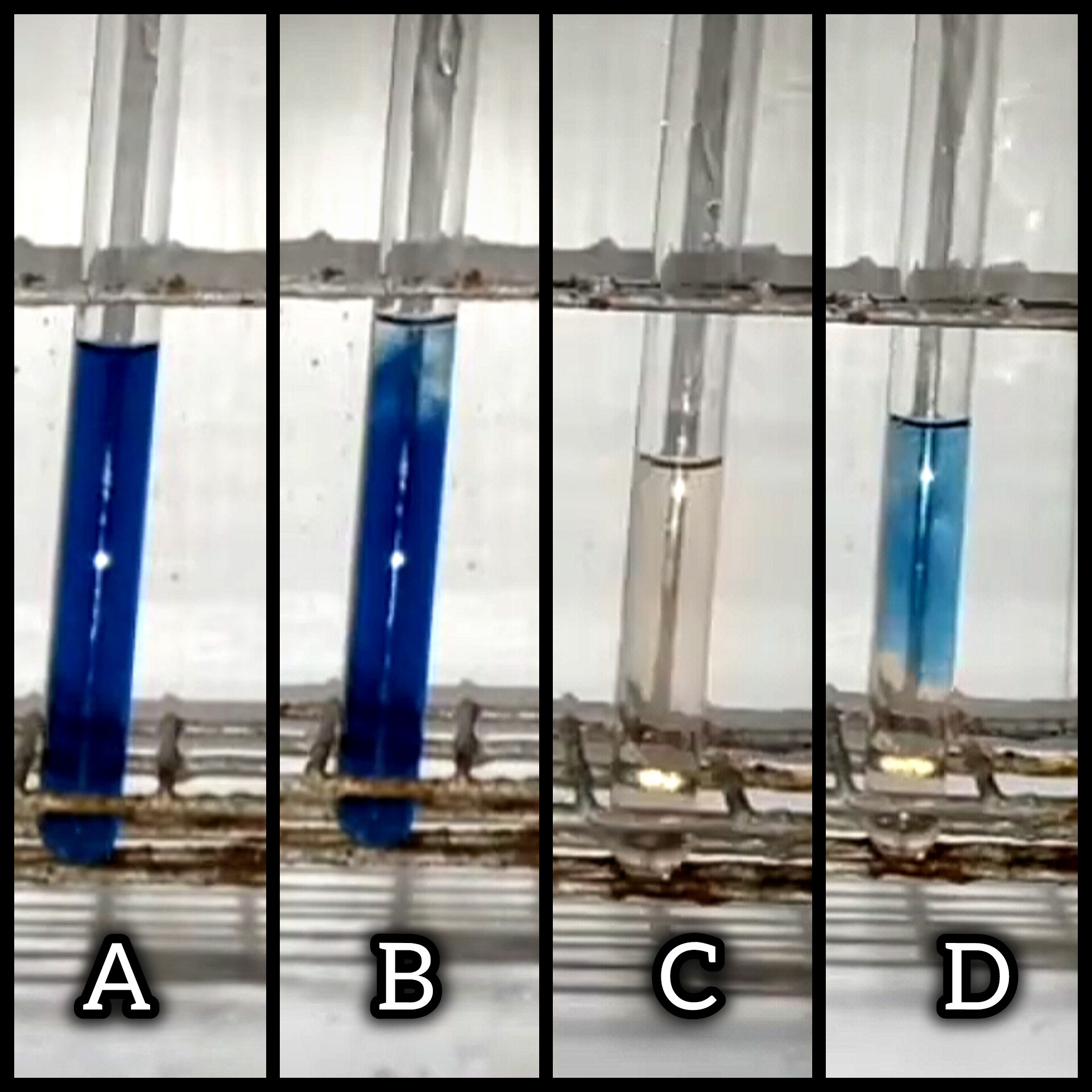
O indofenol é capaz de sofrer facilmente reações de oxidação e redução de forma reversível, gerando produtos de cores marcadamente diferentes, mostrando assim propriedades de um indicador redox. Da esquerda para a direita: tubo contendo solução de indofenol sódico (A); adição de solução de ascorbato de sódio (um agente redutor) (B); solução de indofenol reduzido (leuco-indofenol, rosa pálido) após a reação com o ascorbato (C); reoxidação do leuco-indofenol de volta ao indofenol azul por uma solução de hipoclorito de sódio (um agente oxidante) (D).

O indofenol também pode sofrer reação de halogenação na presença de halogênios como o cloro ou o bromo, mesmo sem o auxílio de catalisadores. Essa reação produz geralmente derivados cujos átomos de halogênio substituem os hidrogênios ligados aos carbonos dos anéis que se encontram vizinhos aos oxigênios (posições orto). Um derivado clorado importante, o diclorofenol-indofenol (DCPIP), é um reagente analítico muito utilizado na detecção de vitamina C.